# کونگ فیوری
کونگ فیوری (به انگلیسی: Kung Fury) یک فیلم انگلیسی زبان سوئدی ۳۱ دقیقه‌ای در سبک هنرهای رزمی و کمدی به کارگردانی دیوید سندبرگ محصول سال ۲۰۱۵ است. این فیلم ادای احترام به فیلم‌های اکشن هنرهای رزمی و پلیسی دهه ۱۹۸۰ میلادی محسوب می‌شود. بازیگران اصلی این فیلم جورما تاکونی، لئوپولد نیلسون و با حضور افتخاری دیوید هسلهاف می‌باشند.
این فیلم از دسامبر ۲۰۱۳ تا ژانویه ۲۰۱۴ از طریق کیک‌استارتر و سرمایه‌گذاری مالی شد و وعده‌هایی که به ۶۳۰٫۰۱۹ دلار آمریکا رسید، بیش از هدف اصلی ۲۰۰٫۰۰۰ دلار بود، اما کوتاه‌تر از هدف فیلم بلند ۱ میلیون دلار بود.

## داستان
این فیلم داستان مردی به نام کونگ فیوری را روایت می‌کند که در سال ۱۹۸۵ بیشترین مهارت‌های رزمی را در شهر میامی آمریکا دارد. او در زمان سفر می‌کند تا بتواند بدترین دشمن و رقیبش را که کونگ فاهرر هیتر نام دارد با به قتل برساند ولی …

## تولید

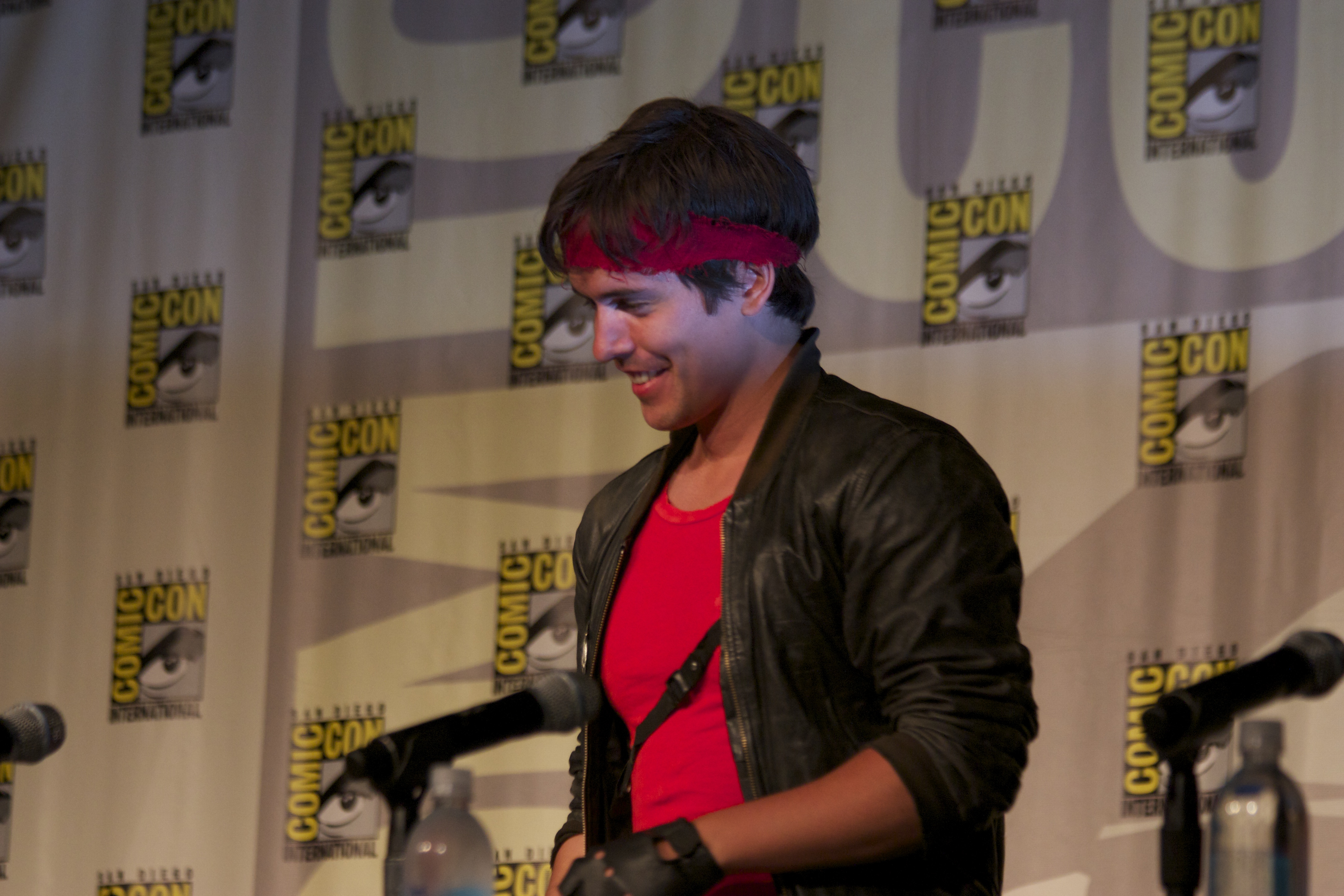
کارگردان فیلم در کامیک-کان سن دیگو ۲۰۱۵ لباس کونگ فیوری را پوشید.

پروژه Kickstarter در تاریخ ۲۵ ژانویه ۲۰۱۴، با پرداخت ۶۳۰٬۰۱۹ دلار توسط ۱۷٬۷۱۳ حامی، به پایان رسید.
به دلیل بودجه محدود، سندبرگ با استفاده از جلوه‌های دیجیتال برای تکرار خیابان‌های میامی، بیشتر فیلم را در دفتر خود در اومئو سوئد فیلمبرداری کرد. از آنجا که او فقط قادر به تهیه یک لباس پلیس در هنگام تولید تریلر بود، او با فیلمبرداری جداگانه به هر یک از بازیگران اضافی و ترکیب آنها در صحنه، صحنه حوزه پلیس را فیلمبرداری کرد. صحنه تک شات که کونگ فیوری ده‌ها سرباز نازی را به آنجا اعزام می‌کند با ترکیب برداشت اولیه حرکت‌های سندبرگ با بیش از ۶۰ استفاده از افراد اضافی که به او حمله می‌کنند، حاصل شد.
در تاریخ ۳۰ ژوئیه ۲۰۱۴، سندبرگ اعلام کرد که او و خدمه اش فیلمبرداری فیلم‌های جدید را آغاز کرده‌اند، با ۳۰ نفر از افرادی که متعهد شده‌اند به عنوان موارد اضافی در این فیلم حضور داشته باشند. همچنین فیلمبرداری برای تهیه صحنه‌های اضافی و بدل‌کاری استکهلم انجام شد. برای صحنه ای که باربارانا سوار بر یک گرگ غول پیکر بود، ساندبرگ از تصاویر سهام یک گرگ سیاه از وب سایت GreenScreen Animals استفاده کرد.

## دنباله
در تاریخ ۲۸ مه ۲۰۱۶، در صفحه فیس بوک Laser Unicorns اعلام شد که فیلم کونگ فیوری ۲ در حال ساخت است. فیلمبرداری در سال ۲۰۱۹ انجام شد و احتمالاً در سال ۲۰۲۱ منتشر می‌شود.